# Cantonul Le Montet
Cantonul Le Montet este un canton din arondismentul Moulins, departamentul Allier, regiunea Auvergne, Franța.

## Comune
- Châtel-de-Neuvre
- Châtillon
- Cressanges
- Deux-Chaises
- Meillard
- Le Montet (reședință)
- Rocles
- Saint-Sornin
- Le Theil
- Treban
- Tronget